# Santo Viandante
Santo Viandante (Saint Walker) è un personaggio dei fumetti pubblicati dalla DC Comics. Creato dallo scrittore Geoff Johns e dall'artista Ethan Van Sciver per la serie di Green Lantern, Saint Walker è un alieno membro dell'intergalattico Corpo delle Lanterne Blu, un'organizzazione dedicata a diffondere la pace e l'armonia attraverso il potere della speranza in tutto l'universo.

## Biografia del personaggio
Walker era un prete sul suo pianeta natale di Astonia (con una moglie e due figli), che era condannato alla distruzione poiché l'antico sole che lo illuminava stava morendo. Saint Walker riuscì a calmare la gente in disperazione e dare loro speranza nel momento dell'estinzione, cosa che fece sì che l'anello blu lo scegliesse come membro del Corpo delle Lanterne Blu, affermando che aveva "l'abilità di instillare grande speranza". Con il suo anello, riuscì a ringiovanire il sole di 8,9 milioni di anni, salvando così il suo pianeta natale.
Saint Walker e i suoi compagni Lanterne Blu furono presentati per la prima volta nel mezzo degli eventi di Crisi finale come parte della costruzione della storia di La notte più profonda. Durante la Crisi finale, Hal Jordan e John Stewart del Corpo delle Lanterne Verdi erano appena stati attaccati dal Corpo delle Lanterne Rosse, che presero con loro l'ex Lanterna Verde Sinestro. Dopo che Jordan fu ferito durante il conflitto, le sue ferite guarirono quando venne in contatto con Saint Walker
Nella storia La notte più profonda, essendosi unito agli sforzi di Hal Jordan e Indigo-1 per raggiungere e convocare un membro di ogni Corpo nel tentativo di distruggere la Batteria del Potere delle Lanterne Nere, Saint Walker decise di utilizzare il suo anello del potere per diminuire la fame di Larfleeze durante il lavoro insieme. Mentre sostituivano un eroe della Terra perché potessero aiutarli nella crisi corrente fino all'arrivo di tutto il Corpo delle Lanterne Blu, l'anello di Walker selezionò Barry Allen come Lanterna Blu temporanea. Dopo la sconfitta di Nekron, Walker lavorò con Carol Ferris per guarire Mera dall'influenza dell'anello rosso del potere.
In Justice League of America n. 55 (2011), il personaggio si unì alla squadra omonima che si batteva contro Eclipso, e tentò di assistere il resuscitato Hank Henshaw contro Doomsday su ordine di Batman.
Nella storia Guerra delle Lanterne Verdi, Saint Walker e il resto dei Nuovi Guardiani si fecero strada fino al pianeta Ryut. Krona e le Entità Emozionali erano introvabili, finché il gruppo non giunsero al Libro Nero. Quando comparve l'ex membro del Corpo di Sinestro Lyssa Drak, questa riuscì a sconfiggere tutti tranne Hal Jordan e li rinchiuse nel Libro. Hal fuggì con gli anelli dei Nuovi Guardiani, passando quindi l'anello di Saint Walker a Kyle Rayner quando Krona infettò la Batteria del Potere Centrale con Parallax per portare il Corpo delle Lanterne Verdi sotto la sua influenza. Nella battaglia finale, Saint Walker fu liberato dal Libro da Kyle, il suo anello blu fece ritorno al suo proprietario e i Guardiani dell'Universo lo teletrasportarono su Odym. Dopo di ciò, Saint Walker ritornò su Oa per ricostituire la mano mancante di Ganthet.

### Rilancio della DC
Nella nuova serie Lanterna Verde: Nuovi Guardiani, Saint Walker assistette Kyle Rayner quando il giovane divenne un "magnete" per gli altri anelli del potere, aiutandolo a fuggire agli attacchi dei membri degli altri quattro Corpi che inseguivano gli anelli. Viaggiarono fino su Oa e cercarono i Guardiani perché li aiutassero. Sfortunatamente, il piano gli si rigirò contro quando si scoprì che a Ganthet furono strappati le emozioni dagli altri Guardiani, tanto che attaccò Walker quando questi cercò di aiutare direttamente Kyle mentre veniva brevemente sopraffatto dagli anelli. Ganthet proclamò che il Corpo delle Lanterne Blu era uno sbaglio a cui avrebbe subito rimediato. Dopo che furono costretti a fuggire dai Guardiani, Walker guarì la lingua tagliata di netto di Arkillo utilizzando un'illusione di Sinestro. Tuttavia, nel conseguente conflitto con Arcangelo Invictus, Walker non fu in grado di guarirne la rabbia verso le Lanterne, anche se le sue azioni aiutarono Invictus a comprendere che le Lanterne non erano del tutto viziate. Ritornando su Odym per raggrupparsi, dopo che Invictus decise che avrebbe rilasciato i Nuovi Guardiani solo se avessero acconsentito di uccidere Larfleeze, Walker venne a sapere che Odym era stato attaccato dai Reach, nemici dei portatori di anelli, costringendolo a chiamare gli altri Nuovi Guardiani perché li aiutassero, quando tentò di insegnare alle altre Lanterne Blu come incanalare le loro auree così da incrementare le loro capacità offensive al fine di combattere individualmente. Anche se lui e gli altri Nuovi Guardiani aiutarono Kyle contro Invictus, la squadra si divise dopo aver saputo che Sayd era responsabile di aver disegnato gli anelli di Kyle come parte di un piano per assemblare un gruppo che potesse salvare Ganthet, sentendo che le sue azioni avevano contaminato la squadra ancora prima che cominciasse, nonostante i motivi che la spinsero a metterli insieme.

## Poteri e abilità
Saint Walker possiede un anello blu del potere alimentato dall'emozione della speranza. Mentre la speranza è la più potente delle sette emozioni, deve essere vicino all'anello di una Lanterna Verde perché l'anello funzioni al massimo delle sue capacità. Altrimenti, gli anelli sono solo in grado delle abilità standard di volo e aura protettiva. Questo è dovuto al fatto che il potere della speranza non è niente senza la volontà di metterla in atto. Gli anelli blu devono essere alimentati dalla vera speranza al fine di operare su comando dei loro utilizzatori.
Mentre si trova sotto l'influenza di un anello verde del potere vicino, Saint Walker può curare le ferite. Gli anelli del potere possono essere integrati con la speranza di altri esseri viventi; per esempio, Saint Walker e Warth riuscirono a ridurre l'età di un sole morente di 8,9 milioni di anni grazie alla speranza emanata dagli abitanti di un pianeta vicino. Un anello blu può impattare negativamente sulle performance di altri anelli del lato opposto dello spettro emozionale. Durante il suo incontro iniziale con la Justice League of America, Saint Walker scoprì che le sue abilità possono anche aumentare in prossimità di Starman (Mikaal Tomas).
Come prima e più esperta Lanterna Blu, Walker possiede l'abilità di incanalare la sua aura per incrementare la sua forza e riuscire a sostenere un combattimento da solo contro molti avversari, anche se i suoi poteri sono limitati semplicemente alla fortificazione del suo campo di forza e ad una maggiore densità intorno a sé stesso, poiché necessita comunque dell'anello di una Lanterna Verde per generare dei costrutti.

## In altri media
Saint Walker compare nell'episodio "Il pianeta perduto" della serie animata Lanterna Verde, doppiato in originale dall'attore Phil Morris (noto al pubblico per aver interpretato John Jones nella serie televisiva Smallville). Nell'episodio, Saint Walker fu introdotto come un eremita che vive su Mogo, un pianeta senziente che intrappola i malvagi. Incontrò Razer, un ex membro del Corpo delle Lanterne Rosse, e tentò di convincerlo a uscire fuori dalla via della violenza in cui camminava. Nonostante il suo comportamento tranquillo, Walker fu raffigurato come un combattente agile e duttile, in grado di disarmare Razer in combattimento uno contro uno senza l'utilizzo del suo anello del potere. Anche in possesso di un anello verde del potere, declinò ad unirsi al Corpo, credendo che il suo destino giaceva da qualche altra parte. Durante "L'invasione", Saint Walker parlò a Mogo di quale potesse essere il suo ruolo nell'invasione del Corpo delle Lanterne Rosse (in quanto Mogo lo salvò e gli disse che c'era un faro di speranza che poteva fermare le Lanterne Rosse), e Mogo gli disse che avrebbe dovuto salire sulla picca più alta del pianeta. Mentre si arrampicava, vide che Atrocitus stava cercando di reclutare nei suoi ranghi uno dei prigionieri di Mogo. Saint Walker decise di fermarli e di vendicarsi di loro dopo che ebbero distrutto il suo mondo, ma Mogo insistette sul fatto che al momento non era importante. Una volta raggiunta la cima, chiese a Mogo quale potesse essere quel faro e mentre l'eroe giungeva al convincimento che la cima vuota stava a significare che non esisteva alcuna speranza, la batteria del potere personale di Hal Jordan (ora una batteria del potere blu, grazie a Ganthet) gli si presentò davanti con un anello blu e il ruolo di capo del nuovo Corpo delle Lanterne Blu e ultima speranza dell'universo. Nella stagione finale, Saint Walker (ora una Lanterna Blu), insieme a Mogo, aiutò Kilowog nella battaglia finale contro la flotta navale delle Lanterne Rosse.
Saint Walker comparve anche nella seconda stagione della serie, in un episodio che ebbe luogo su Odym, insieme a Ganthet e alla seconda Lanterna Blu, Brother Warth. Hal Jordan e Kilowog viaggiarono su Odym con un Manhunter danneggiato per contattare Ganthet, l'unico Guardiano di cui Jordan si fidava, al fine di sapere qualcosa di più sui robot Manhunters. Scoprirono che la Lanterna Rossa Razer viveva su Odym, tentando di mantenere la sua rabbia sotto controllo. Ganthet spiegò le origini dei Manhunters, ma la sua priorità era quella di accendere la Batteria Blu del Potere. Sfortunatamente, facendo ciò non riattivò solo il Manhunter, ma mentre la Batteria Blu del Potere si perdeva per lo spazio, attirò su Odym tutti gli altri Manhunters. Anche se le forze combinate di Jordan, Kilowog, Saint Walker, Warth e Razer riuscirono a sconfiggere i sanguinari Manhunters, Ganthet determinò che la batteria delle Lanterne Blu doveva essere spenta finché i Manhunters non fossero stati sconfitti permanentemente.